# Ломакин, Сергей Маркелович
Серге́й Марке́лович Лома́кин (25 сентября 1934, Городецкое, Скопинский район, Рязанская область, РСФСР — 12 ноября 2016, Жуковский, Российская Федерация) — советский боксёр лёгкой весовой категории, двукратный чемпион СССР, бронзовый призёр чемпионата Европы. На соревнованиях представлял Московскую область и спортивное общество «Спартак», мастер спорта международного класса. Также известен как тренер по боксу, заслуженный тренер РСФСР. В 1999 году, московское издательство "Пресс-Сервис" выпустило книгу о Сергее Ломакине. Автор книги, выдержавшей два переиздания - Геннадий Кожемякин, известный писатель и воспитанник Сергея Маркеловича. 

## Биография
Родился в многодетной крестьянской семье, имел шесть братьев и две сестры. В возрасте шестнадцати лет переехал на постоянное жительство к родственникам в Москву, поступил в ремесленное училище при заводе «Красный пролетарий» и освоил профессию фрезеровщика. В течение семи лет работал на этом заводе по специальности, получил седьмой (высший) разряд, затем трудоустроился на ЗиЛ.
Окончил Государственный центральный институт физической культуры.
Активно заниматься боксом начал в возрасте семнадцати лет, проходил подготовку в спортивной секции завода «Красный пролетарий» под руководством заслуженного тренера Андрея Кондратьевича Червоненко, в сотрудничестве с которым добился присвоения звания мастера спорта. В 1960 году вступил в московское добровольное спортивное общество «Спартак», где тренировался у В. Мартынова. Рассматривался в числе кандидатов на участие на летних Олимпийских играх 1964 года в Токио, но тренерский штаб отдал предпочтение Виликтону Баранникову, который в итоге стал серебряным призёром. Характерно, что Баранников и Ломакин четыре раза встречались в ринге. Счёт встреч 4 - 0 в пользу Сергея Ломакина. 
Первого серьёзного успеха на всесоюзном уровне добился сравнительно поздно, в возрасте 32 лет — в 1966 году на чемпионате СССР в Москве завоевал в лёгком весе бронзовую медаль. В 1968 году стал лучшим на первенстве ВЦСПС и затем одержал победу на всесоюзном первенстве в Ленинакане, в том числе в финале победил действующего чемпиона страны в полулёгком весе Валерия Белоусова. В ранге чемпиона Советского Союза имел право на участие в Олимпийских играх в Мехико (1968), однако тренеры сборной сочли его слишком возрастным боксёром и отправили вместо него Белоусова, который впоследствии вообще не смог попасть в число призёров Олимпиады.
В 1969 году на чемпионате СССР в Саратове защитил звание чемпиона в лёгком весе, победив в финале Николая Хромова. На тот момент ему было уже 35 лет — это своеобразный рекорд — ни до, ни после, никому не удавалось выиграть чемпионат страны в таком возрасте. Благодаря череде удачных выступлений он удостоился права защищать честь страны на чемпионате Европы в Бухаресте (1969) — сумел дойти здесь до стадии полуфиналов, по очкам проиграл румыну Калистрату Куцову и получил бронзовую медаль. Всего за долгую двадцатилетнюю спортивную карьеру провёл в любительском олимпийском боксе 397 боёв, из них более половины окончил нокаутом. За выдающиеся спортивные достижения был удостоен почётного звания «Мастер спорта СССР международного класса».
После завершения спортивной карьеры в 1971 году перешел на тренерскую работу. В рамках двух длительных зарубежных командировок (по 20 месяцев) в Республику Чад и Венесуэлу подготовил нескольких талантливых боксёров, в частности один из его венесуэльских подопечных стал чемпионом Панамериканских игр, а затем перешёл в профессионалы.
В течение многих лет работал тренером в специализированной детско-юношеской школе олимпийского резерва «Метеор» в городе Жуковском Московской области, позже работал с начинающими боксёрами в детско-юношеской спортивной школе в Бронницах. Один из его самых известных учеников — чемпион СССР 1980 года в первом среднем весе Геннадий Кургин — за подготовку этого спортсмена Ломакин удостоен звания заслуженного тренера РСФСР. МСМК Геннадию Кургину посвящена отдельная глава в книге Геннадия Кожемякина "20 лет на ринге". 